# Hrvatski nogometni klub Grude
Lo Hrvatski nogometni klub Grude, conosciuto semplicemente come Grude, è una squadra di calcio di Grude, una città nella Federacija (Bosnia ed Erzegovina).

## Storia
Viene fondato nel 1959 come NK Bekija su iniziativa dei membri della Omladinsko Sportsko Društvo Bekija (società sportiva giovanile Bekija). Il primo presidente è Drago Herenda, vicepresidente Jozo Zorić Ikentić, tesoriere Viktor Pešorda e segretario Dominik Andrijanić; il campo di gioco era a Sovići, un paese vicino a Grude. La prima partita è stata disputata contro il Mladost (ora Široki Brijeg).
Negli anni della Jugoslavia milita nei campionati minori, e dopo la dissoluzione di essa entra a far parte dei campionati della Repubblica Croata dell'Erzeg-Bosnia, sebbene senza risultati di rilievo.
Nell'autunno 1999, all'hotel Grude, la squadra cambia il nome in HNK Grude, e, con allenatore Marin Ćorluka, vince due campionati di fila e raggiunge la Premijer liga BiH unificata (nel frattempo i campionati della Erzeg-Bosnia si sono fusi con quelli dei Bosgnacchi). Ma la categoria viene mantenuta solo per una stagione e la squadra torna in poco tempo in Druga liga FBiH, la terza serie, ove milita tuttora.
Nel settembre 2009, per festeggiare il 50º anniversario dalla fondazione, viene disputata un'amichevole allo Stadio Elić Luka contro la Dinamo Zagabria (che vince 3-1 di fronte a 2000 spettatori).

### Cronistoria
| Stagione                           | Campionato                         | Campionato                         | Campionato                         | Campionato                         | Coppa            |
| Stagione                           | Categoria                          | Liv.                               | Posizione                          | Verdetti                           | Coppa            |
| ---------------------------------- | ---------------------------------- | ---------------------------------- | ---------------------------------- | ---------------------------------- | ---------------- |
| CAMPIONATI DELLA ERZEG-BOSNIA      | CAMPIONATI DELLA ERZEG-BOSNIA      | CAMPIONATI DELLA ERZEG-BOSNIA      | CAMPIONATI DELLA ERZEG-BOSNIA      | CAMPIONATI DELLA ERZEG-BOSNIA      | Kup Herceg-Bosne |
| 1993–94                            | Prva liga HB - Nord                | I                                  | 8º su 9                            | 16º su nella classifica finale     | ???              |
| 1994–95                            | Prva liga HB - Sud                 | I                                  | 11º su 11                          |                                    | ???              |
| 1995–96                            | Prva liga HB - Ovest               | I                                  | 5º su 8                            | Retrocede in 2.liga                | ???              |
| 1996–97                            | Druga liga HB - Ovest              | II                                 | 2º su 10                           |                                    | ???              |
| 1997–98                            | Druga liga HB - Sud                | II                                 | 2º su 12                           |                                    | ???              |
| 1998–99                            | Druga liga HB - Sud                | II                                 | ???                                |                                    | ???              |
| 1999–00                            | Druga liga HB - Sud                | II                                 | 1º su 12                           | Ammesso alla 1.liga FBiH           | ???              |
| CAMPIONATI DELLA BOSNIA ERZEGOVINA | CAMPIONATI DELLA BOSNIA ERZEGOVINA | CAMPIONATI DELLA BOSNIA ERZEGOVINA | CAMPIONATI DELLA BOSNIA ERZEGOVINA | CAMPIONATI DELLA BOSNIA ERZEGOVINA | Coppa di Bosnia  |
| 2000–01                            | Prva liga FBiH                     | II                                 | 1º su 18                           | Promosso in Premijer liga          | n.q.             |
| 2001–02                            | Premijer liga BiH                  | I                                  | 15º su 16                          | Retrocede in 1.liga                | Quarti           |
| 2002–03                            | Prva liga FBiH                     | II                                 | 9º su 20                           |                                    | Sedicesimi       |
| 2003–04                            | Prva liga FBiH                     | II                                 | 15º su 16                          | Retrocede in 2.liga                | n.q.             |
| 2004–05                            | Druga liga FBiH - Sud              | III                                | 11º su 16                          |                                    | n.q.             |
| 2005–06                            |                                    |                                    |                                    |                                    | n.q.             |
| 2006–07                            |                                    |                                    |                                    |                                    | n.q.             |
| 2007–08                            |                                    |                                    |                                    |                                    | n.q.             |
| 2008–09                            |                                    |                                    |                                    |                                    | n.q.             |
| 2009–10                            |                                    |                                    |                                    |                                    | n.q.             |
| 2010–11                            | Druga liga FBiH - Sud              | III                                | 8º su 15                           |                                    | n.q.             |
| 2011–12                            | Druga liga FBiH - Sud              | III                                | 5º su 16                           |                                    | n.q.             |
| 2012–13                            | Druga liga FBiH - Sud              | III                                | 10º su 16                          |                                    | n.q.             |
| 2013–14                            | Druga liga FBiH - Sud              | III                                | 9º su 14                           |                                    | Ottavi           |
| 2014–15                            | Druga liga FBiH - Sud              | III                                | 5º su 14                           |                                    | n.q.             |
| 2015–16                            | Druga liga FBiH - Sud              | III                                | 4º su 16                           |                                    | n.q.             |
| 2016–17                            | Druga liga FBiH - Sud              | III                                | 10º su 15                          |                                    | n.q.             |
| 2017–18                            | Druga liga FBiH - Sud              | III                                | 7º su 15                           |                                    | Sedicesimi       |
| 2018–19                            | Druga liga FBiH - Sud              | III                                |                                    |                                    | n.q.             |

## Palmarès

### Competizioni nazionali
- Prva liga Federacije Bosne i Hercegovine: 1

2000-2001

## Stadio

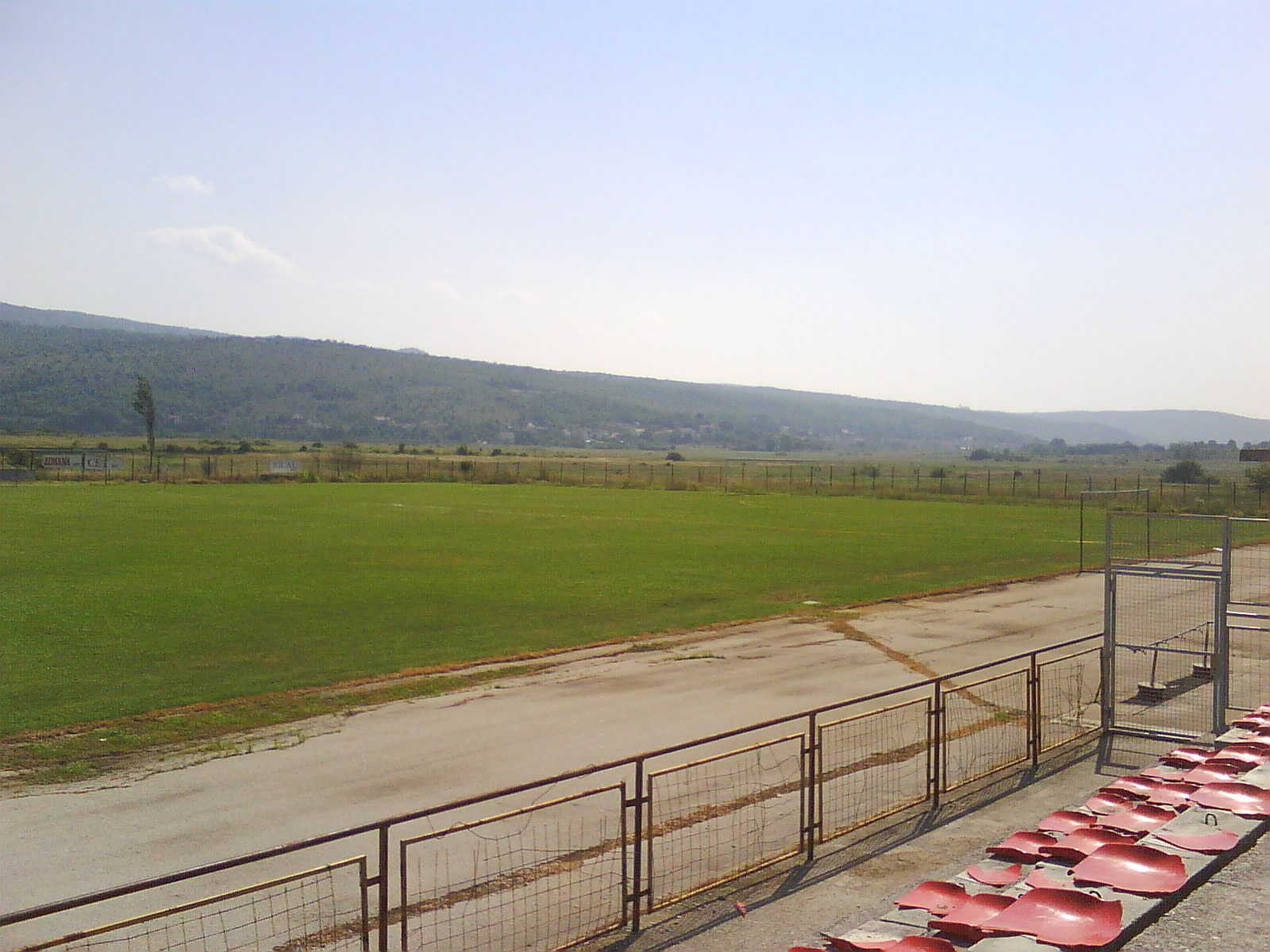
Stadion Elić Luka

Disputa le partite casalinghe allo Stadion Elić Luka ed ha una capienza di 3000 posti.